# Pneumatoraptor
Pneumatoraptor — рід невеликих паравіанових динозаврів, які жили на території сучасної Угорщини. Він відомий за єдиним повним лівим плечовим поясом (скапулокоракоїдом), знайденим у формації Чехбанья місцевості Ігаркут у горах Баконь на заході Угорщини. Це утворення датується пізнім крейдяним періодом (сантонський вік) приблизно 85 мільйонів років тому.

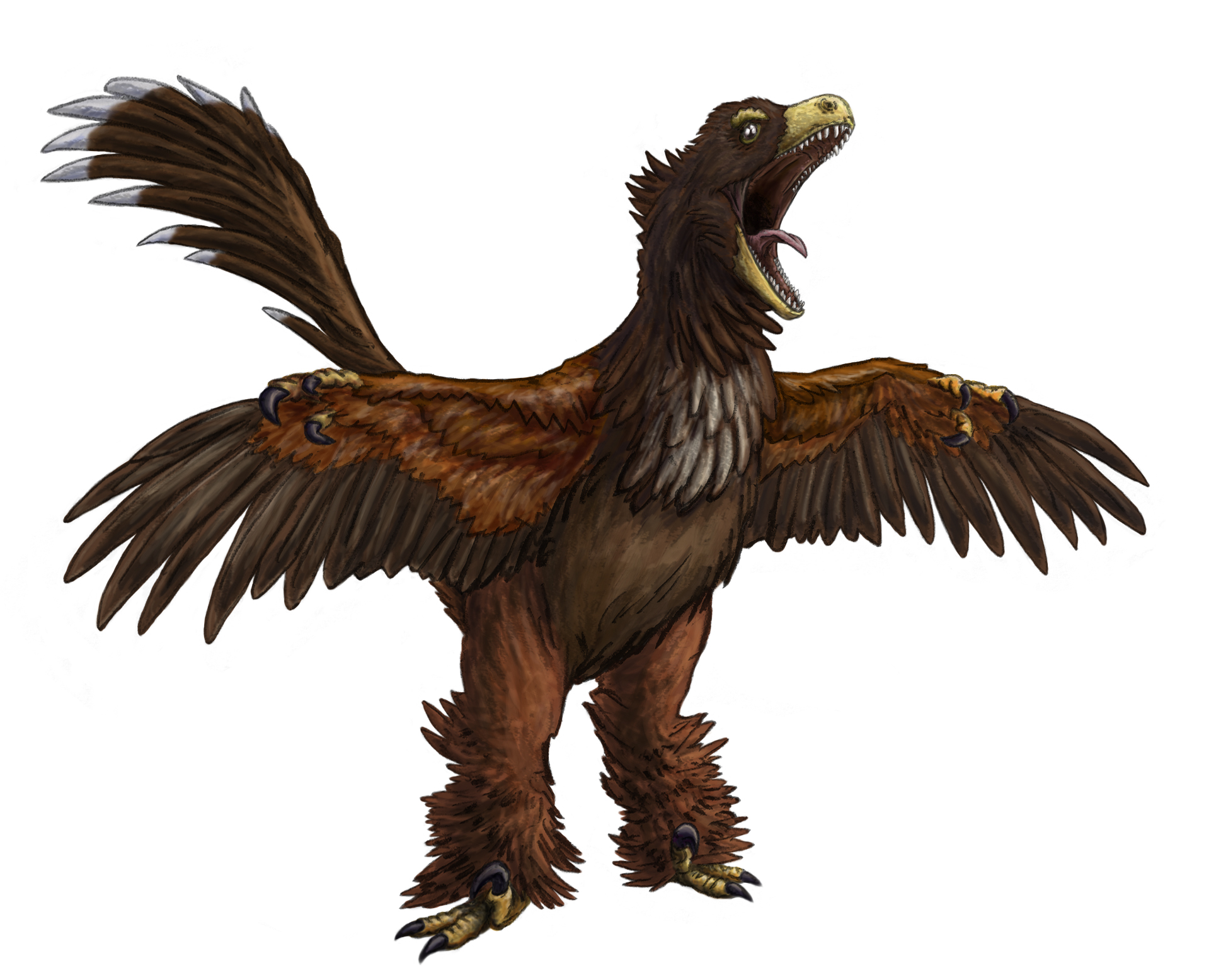
Гіпотетична художня реконструкція

Типовим видом є Pneumatoraptor fodori, названий на честь Гези Фодора, який фінансував розкопки. Назва роду Pneumatoraptor, що означає «повітряний викрадач», стосується пневматичності кісток, порожнистих просторів, які за життя були б заповнені повітряними мішками. Голотипний екземпляр ідентифікується за каталожним номером MTM V.2008.38.1. і зберігається в Угорському природознавчому музеї в Будапешті.